# Aphytis simmondsiae
Aphytis simmondsiae är en stekelart som beskrevs av Debach 1984. Aphytis simmondsiae ingår i släktet Aphytis och familjen växtlussteklar. Inga underarter finns listade i Catalogue of Life.